# Black Friday (film din 1940)
Vinerea neagră (titlu original: Black Friday) este un film SF american din 1940 regizat de Arthur Lubin. În rolurile principale joacă actorii Béla Lugosi și Boris Karloff.

## Distribuție
- Boris Karloff ca Dr. Ernest Sovac
- Béla Lugosi ca Eric Marnay
- Stanley Ridges ca Profesor George Kingsley / Red Cannon
- Anne Nagel ca Sunny Rogers
- Anne Gwynne ca Jean Sovac
- Virginia Brissac ca Dna. Margaret Kingsley
- Edmund MacDonald ca Frank Miller
- Paul Fix ca William Kane